# Augustin Corteggiani
Augustin Corteggiani (* 19. Dezember 1935 in Paris; † 9. Januar 2019 in Sanary-sur-Mer) war ein französischer Radrennfahrer und nationaler Meister im Radsport.

## Sportliche Laufbahn
Als Amateur wurde er 1958 nationaler Meister im Straßenrennen vor Robert Sciardis. Er fuhr die Tour de l’Avenir, konnte sich jedoch nicht auf einem vorderen Rang platzieren. Zweimal war er am Start der Internationalen Friedensfahrt. 1956 schied er in dem Etappenrennen aus, 1958 belegte er den 36. Rang in der Gesamtwertung.
1959 wurde er Berufsfahrer. Nach der Saison 1961, in der er für das spanische Radsportteam Kas fuhr,  beendete er seine Laufbahn, die ohne weitere Erfolge geblieben war.